# Szkeleton

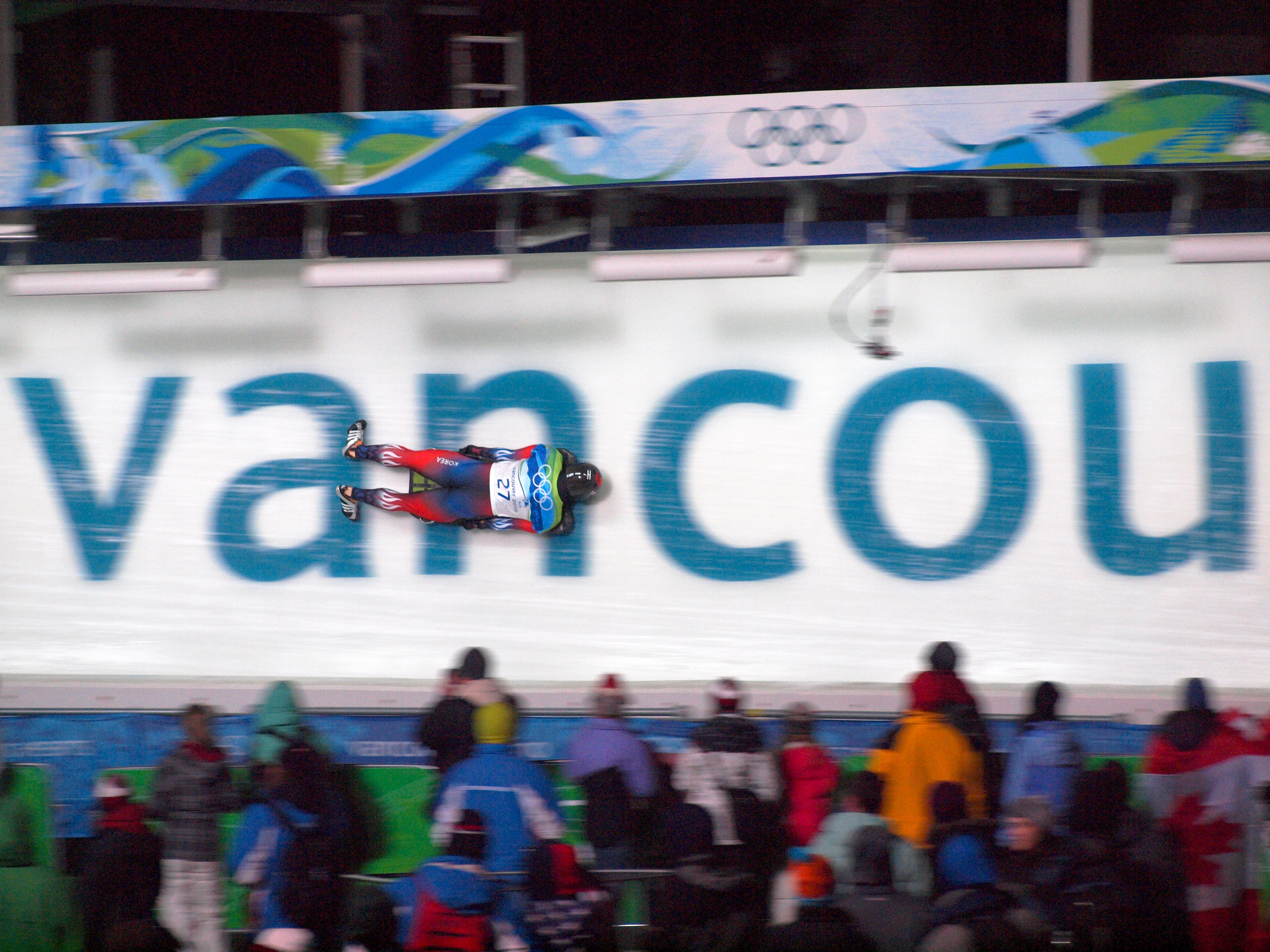
Szkeletonverseny a 2010-es téli olimpián, Vancouverben

A szkeleton egy sporteszköz, illetve egy téli olimpiai sportág. A svájci St. Moritzban fejlődött ki. A versenyző egy alacsony építésű szánon, a szkeletonon csúszik egy kanyargó jégcsatornában, miközben hason fekve, a haladási irányra fejjel előre helyezkedik el. A jégcsatornák általában a bob-, illetve szánkópályákkal azonosak. A sportág nemzetközi irányító szervezete az International Bobsleigh & Skeleton Federation (IBSF). A szervezet alá tartozik a bob szakág is. A sportág hasonlít a Nagy-Britanniában ismert „cresta” szánkózásra, amellyel ellentétben a szkeletonon sem irányító, sem fékező eszköz nincs.

## Története
A szkeleton eredete 1882-re nyúlik vissza, amikor svájci katonák szánkópályát építettek Davos és Klosters között, és ezen a pályán csúsztak. Innen nem messze, St. Moritz forgalmas, kanyargós utcáin is csúszkáltak szórakozó angol fiatalok, miközben gyakran veszélyeztették a gyalogosokat és az odalátogató turistákat. Ezért 1884-ben William Bulpett polgármester és a téli sportok nagy támogatója, Caspar Badrutt, a Kulm szálloda tulajdonosa, kialakította a Cresta Runt, az első szánkópályát St. Moritzban. A pálya alig több, mint 1 kilométerre volt a várostól, Celerina irányában, és tíz kanyart tartalmazott. Kezdettől rendeztek versenyeket rajta, a fejjel előre pozíciót már 1887-ben rögzítették. 1892-ben az angol L. P. Child kialakította a szkeleton alakját, ami egy erősen lecsupaszított szánkóra emlékeztetett, ezért lett a neve szkeleton (skeleton angolul csontváz), és e nevet megőrizte a mai napig.
Szkeletonversenyeket sokáig csak a Cresta Run pályán rendeztek, de 1905-ben már Stájerországban, Mürzzuschlagban is tartottak ilyen versenyt. A következő évben már megtartották az első osztrák bajnokságot is, 1908-ban és 1910-ben szkeletonversenyeket tartottak a Semmeringen, és a szkeleton elindult a széles körű népszerűség felé. 1923-ban megalakult a sportág bobbal közös nemzetközi szövetsége, a Federation Internationale de Bobsleigh et de Tobogganing (FIBT), amely 1926-ban a Nemzetközi Olimpiai Bizottság tagja lett, így lehetővé vált a sportág bemutatkozása az olimpiai játékokon. Először az 1928-as, majd az 1948-as, St. Moritzban rendezett téli olimpia műsorán szerepelt, de ezután lekerült a műsorról, és csak 2002-ben vált a téli olimpiák állandó sportágává. Világbajnokságokat – egy 1982-es bemutatkozás után – 1989 óta rendeznek. 2015-ben a FIBT nevet váltott, az új elnevezése International Bobsleigh & Skeleton Federation (IBSF).

## Sportágként
A szkeleton első versenyzői természetesen amatőrök voltak. Az 1948-as olimpiai bajnok Nino Bibbia például zöldség-gyümölcskereskedő volt St. Moritzban. A pályák az első időkben havasak voltak, de hamar jégborításúak lettek. Az első mesterségesen hűtött jégréteggel ellátott pálya az 1969-ben készült németországi Königssee versenypályája volt. Ma a világon mintegy húsz pálya van, amelyek többségét közösen használnak a bob-, szánkó- és szkeletonversenyzők, de mindegyik más hosszon, illetve – amennyiben lehetőség van – némileg más vonalvezetéssel. Egyes pályákon, bizonyos kanyarokban a versenyzőkre ható nehézségi gyorsulás elérheti az 5 g-t is.
A sportág 2002-től számít állandó olimpiai versenyszámnak, de világbajnokságot 1989-től rendeznek évente, a nők számára 2000-től. Ezen felül világkupa sorozatot is rendeznek, amikor a versenyszezon során a világ több pályáját látogatják végig a versenyzők. A versenyeken kedvezőbb a sorrendben előbb indulni, mert a jég minősége a verseny folyamán valamennyire romlik. Ezért a világkupa versenysorozatokon elért eredmények alapján rangsort állítanak fel a versenyzők között, amely rangsor meghatározza az indulási sorrendet. Másrészt ez az eredmény az olimpiai részvételt is meghatározza: a férfiak között a 12 legjobb nemzet, míg a hölgyeknél a legjobb nyolc nemzet versenyzői vehetnek részt.
A versenyzők a jármű irányítását súlypontáthelyezéssel tudják megvalósítani, beszerelt irányító és fékező eszköz nincs. A szkeleton váza és korcsolyája acélból, az alaplemez a versenyző alakjához készített műanyaglapból készül, közepén a versenyző testét védő fogantyúkkal, valamint a szkeleton két oldalán ún. bumperekkel, amelyek a versenyzőt és a szkeletont védik a falnak történő ütközéskor. A versenyző a rajthelyről indulva, a fogantyúk egyikét megragadva, futással gyorsítja fel a szánt, majd fejjel előre ráugrik, és megkezdi száguldását a jégkatlanban, miközben a két oldalon elhelyezkedő fogantyúkba kapaszkodik. A cél után valamilyen módszerrel (például szivacs elemekkel) gondoskodnak a biztonságos megállításról.
Az IBSF meghatározta a szkeleton méreteit és tömegét:
- hosszúsága: 800–1200 mm
- magassága: 80–200 mm
- a korcsolyák közötti távolság: 340–380 mm
- tömege
  - férfiaknál: 45 kg, a versenyzővel együtt legfeljebb 120 kg
  - nőknél: 38 kg, a versenyzővel együtt legfeljebb 102 kg[1]

A versenyzők speciális, testhez simuló ruhát és arcvédővel ellátott védősisakot, a lábukon tüskés talpú cipőt viselnek. Lehetőség van váll-, könyök- és térdvédők alkalmazására is.

## A szkeleton Magyarországon
Mivel Magyarországon jelenleg nincsen szkeletonozásra alkalmas pálya, ezért a sportágat kevesen űzik. Nemzetközi szinten első alkalommal Kocsis Domokos vett részt a 2020/21-es Szkeleton Európa Kupa sorozat Innsbruckban megrendezett versenyén, ahol két versenyzőt maga mögé utasítva a 39. helyet – és a magyar bajnoki címet – szerezte meg. A 2021/22-es évben 5 helyet javítva immár a 34. helyen ért célba Innsbruckban a Szkeleton Európa Kupán, és megőrizte magyar bajnoki címét.

## Képek

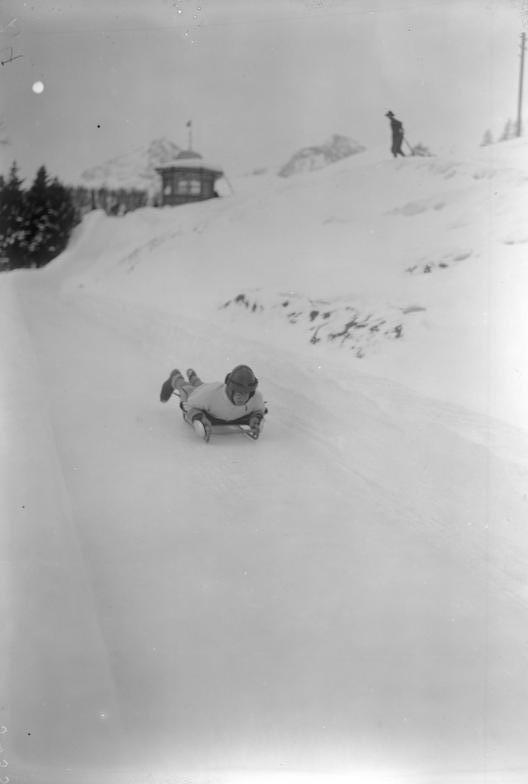
Szkeleton az 1928-as téli olimpián
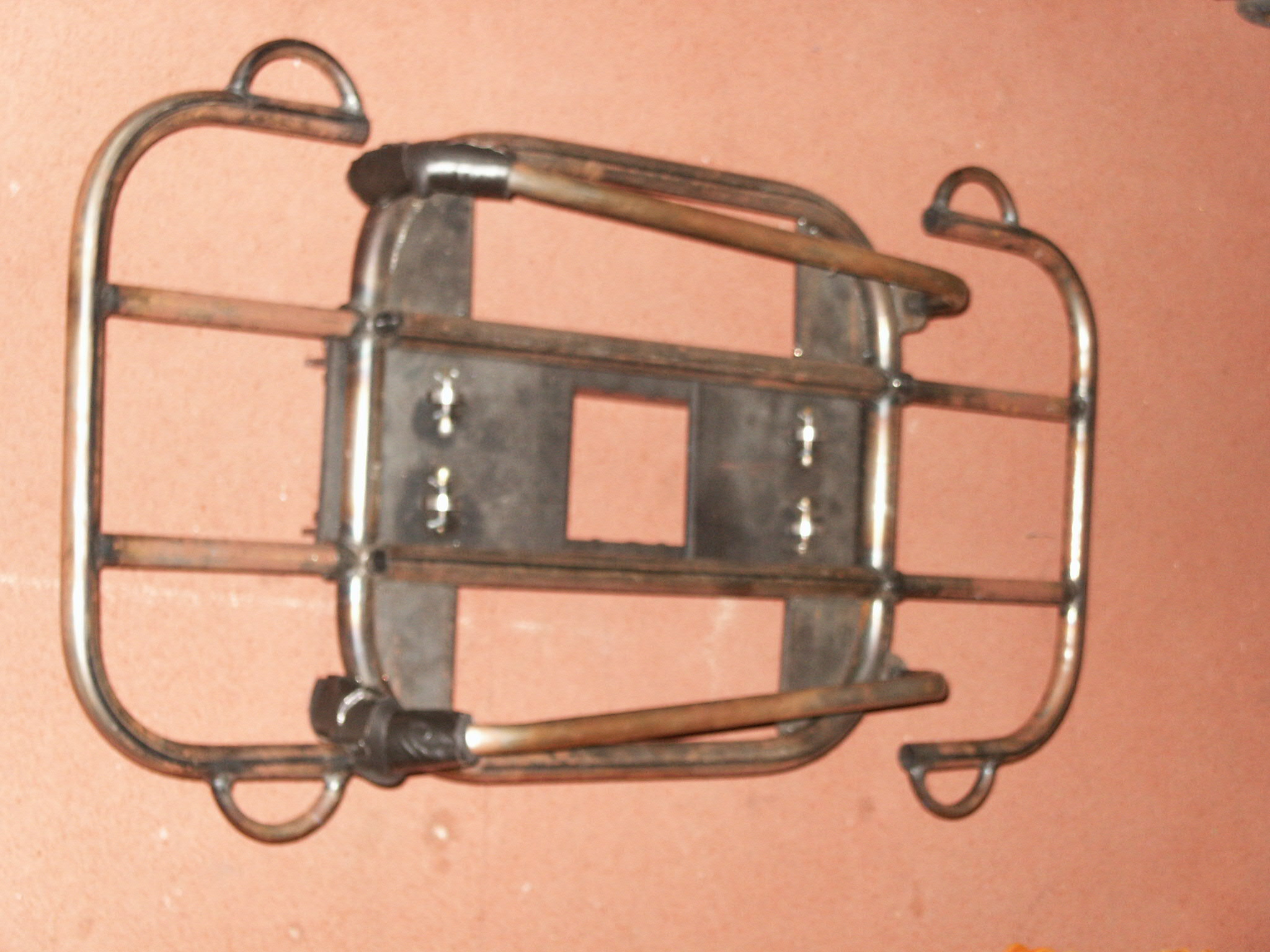
A szkeleton váza, a „csontváz”
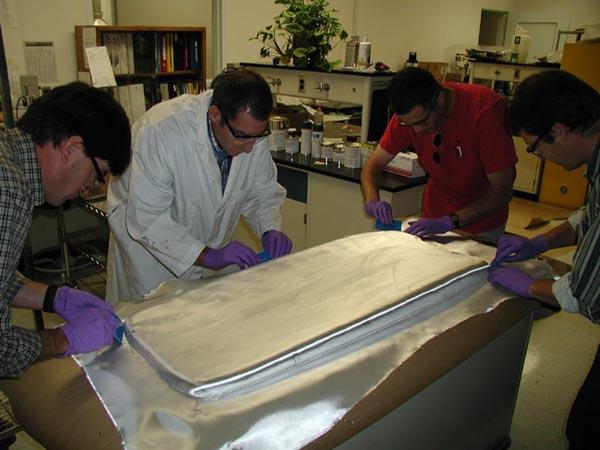
A szkeleton fekvő felületének készítése
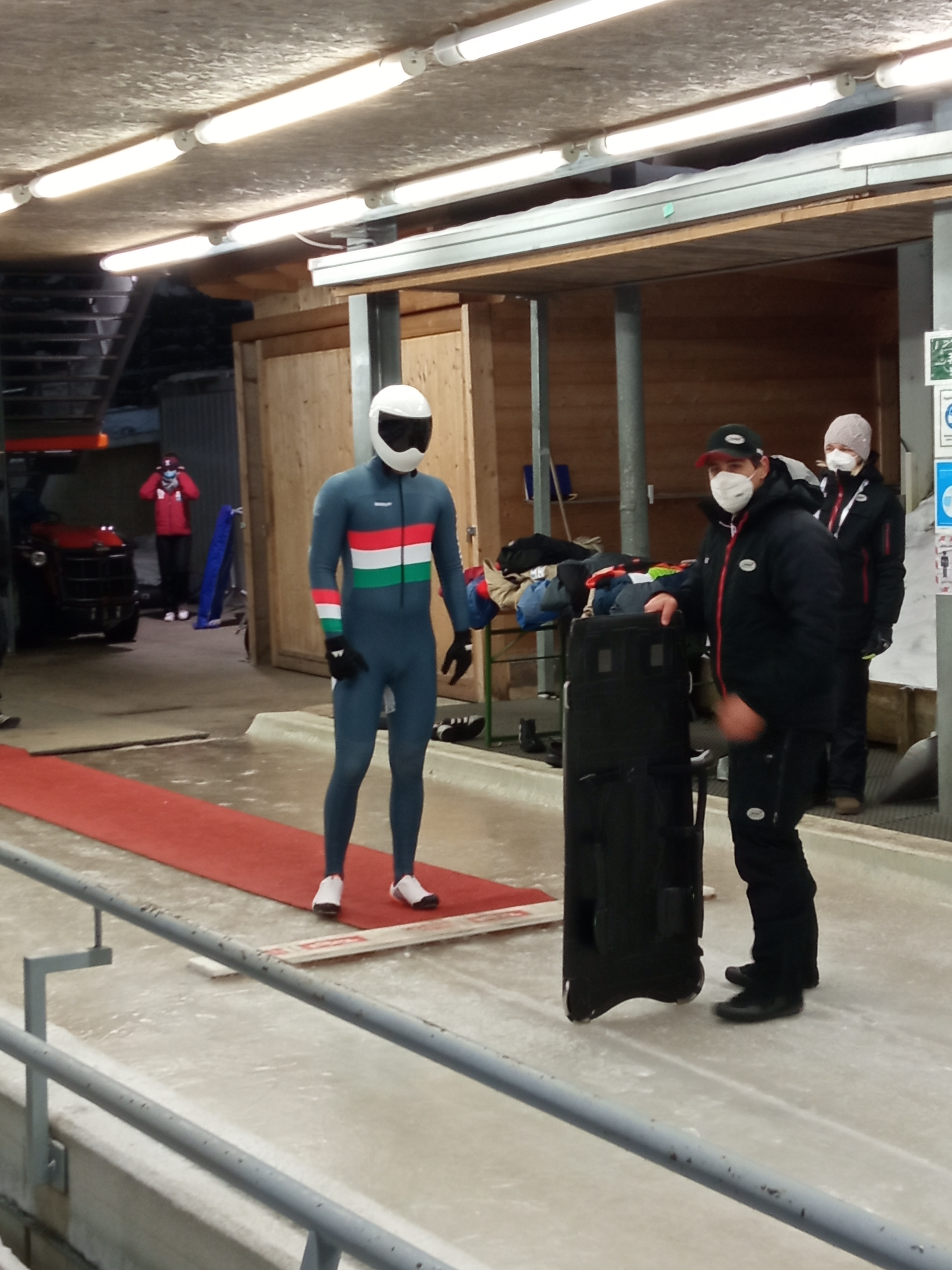
Kocsis Domokos a rajtnál (Innsbruck, 2021)
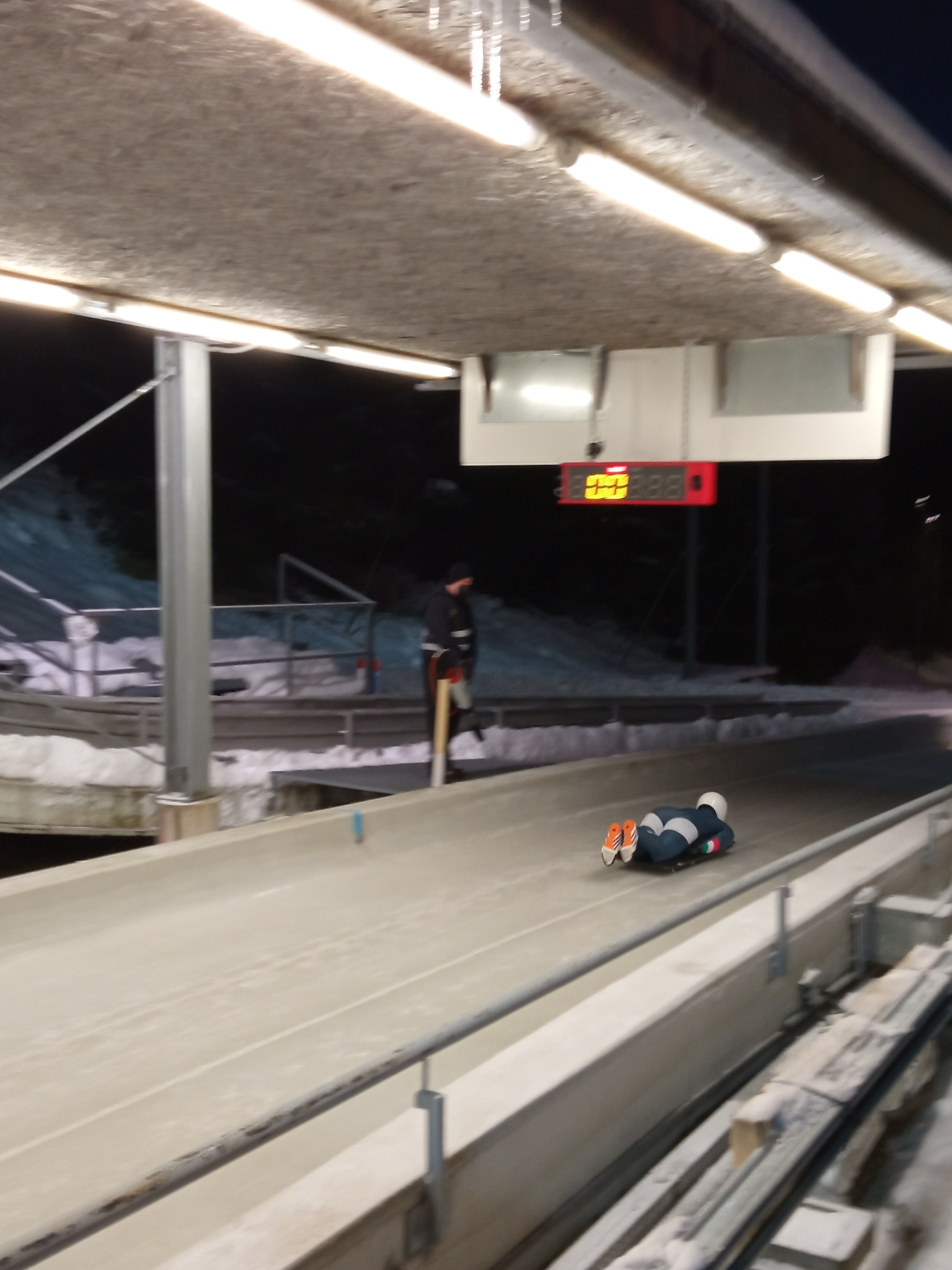
a magyar versenyző elrajtolt (Innsbruck, 2021)
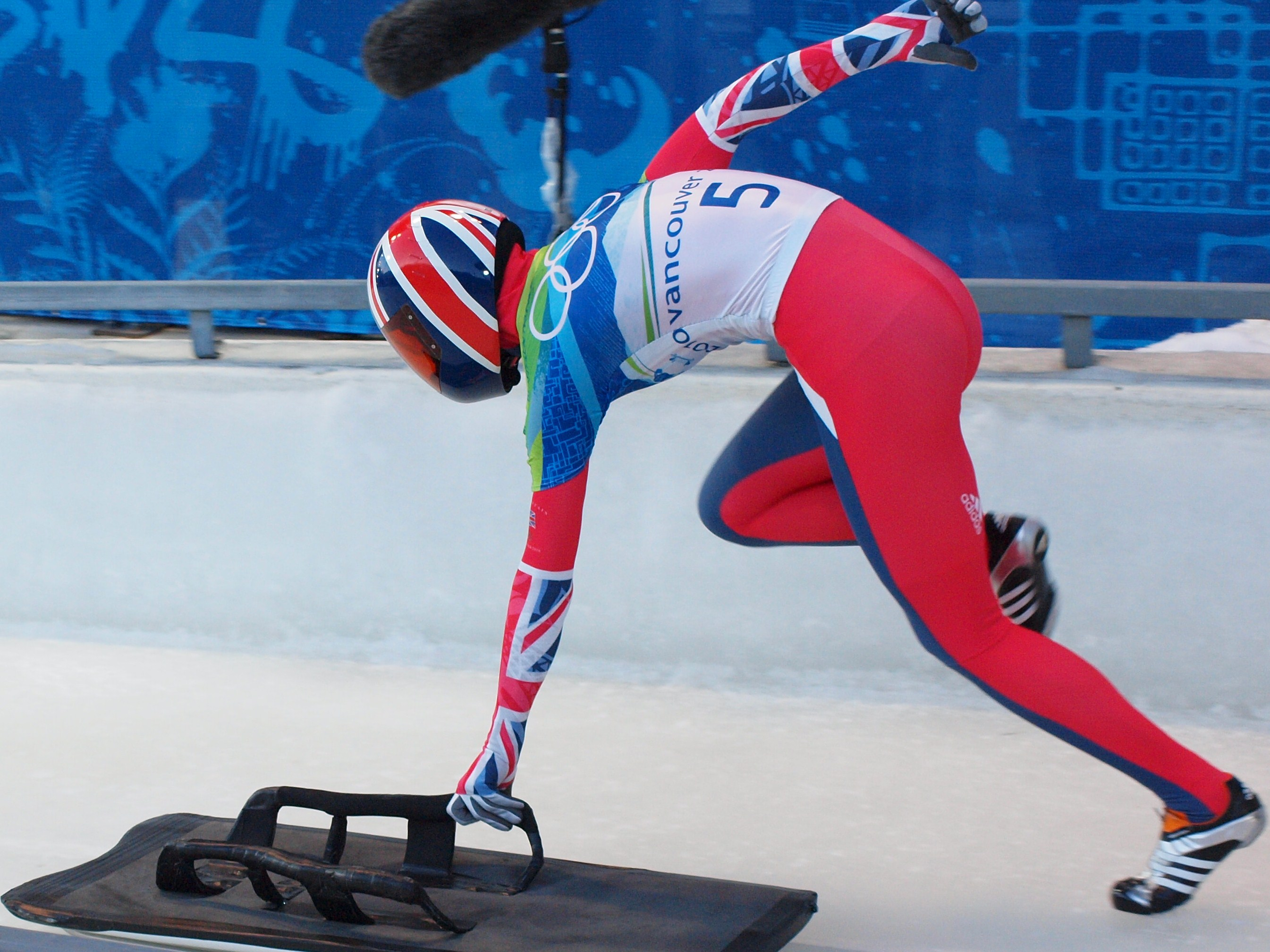
Amy Williams olimpiai bajnok rajtja
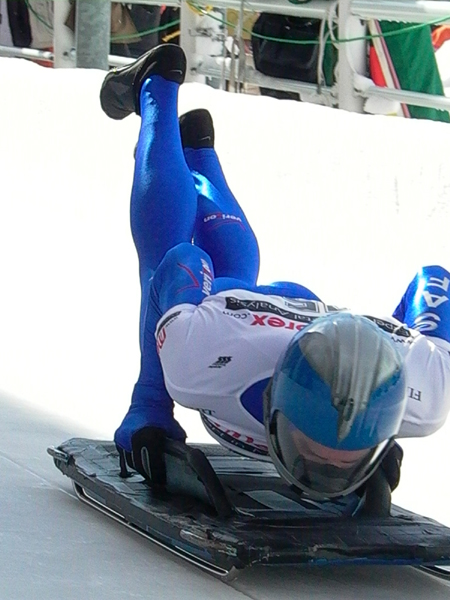
Brady Canfield a járműre ugrás pillanatában
A sportág piktogramja

## Fordítás
- Ez a szócikk részben vagy egészben  a   Skeleton (sport) című angol Wikipédia-szócikk ezen változatának fordításán alapul.  Az eredeti cikk szerkesztőit annak laptörténete sorolja fel. Ez a jelzés csupán a megfogalmazás eredetét és a szerzői jogokat jelzi, nem szolgál a cikkben szereplő információk forrásmegjelöléseként.